# Łąka łęgowa

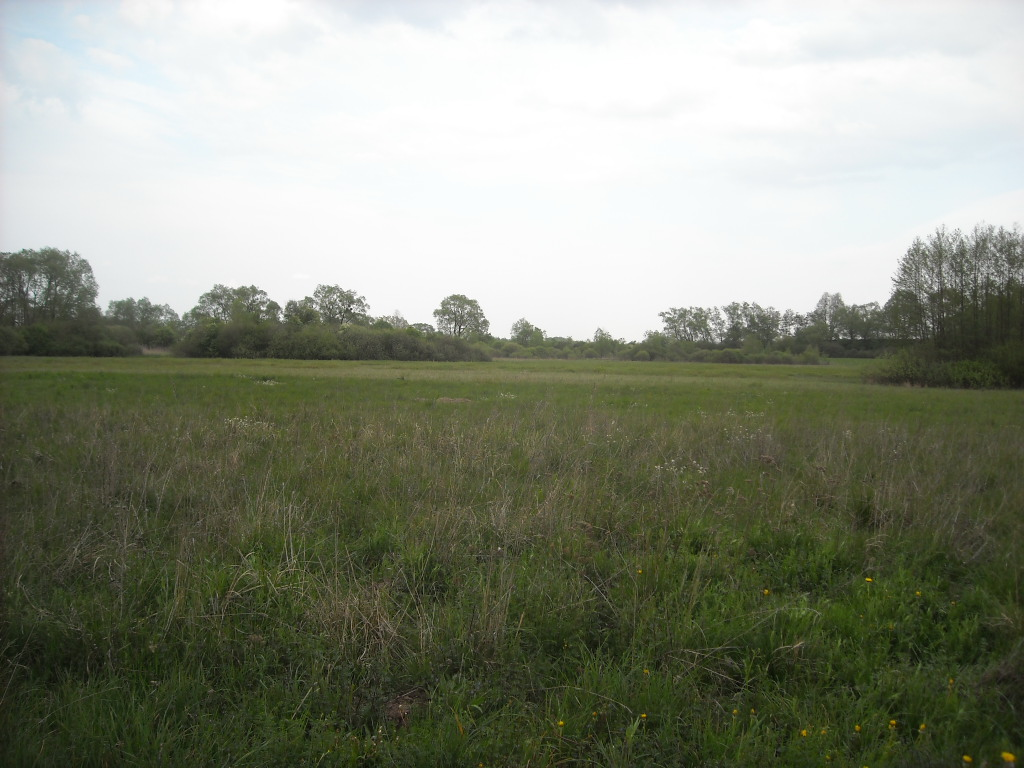
Łąka łęgowa z licznymi zagajnikami nad rzeką Huczwą w miejscowości Podhorce

Łąka łęgowa, łęg – typ łąki zajmującej miejsca okresowo wilgotne i podmokłe. Łąki łęgowe zajmują obszary zalewowe i rozlewiskowe, tj. zwykle terasy rzeczne, a rzadziej nieckowate zagłębienia terenu niezwiązane z ciekami stałymi ani zbiornikami wodnymi. Poziom wód gruntowych jest zmienny – w okresie roztopów i powodzi woda znajduje się na powierzchni, następnie odpływa. Gleby są zwykle madami, czasem z udziałem gleb mułowo-torfowych, jednak nie są zabagnione. Jeżeli znajduje się w nich torf, to ulega on murszeniu. Odczyn gleby lekko kwaśny lub obojętny. Łąki łęgowe mają charakter półnaturalny, zajmując siedliska lasów łęgowych.
W zależności od warunków hydrologicznych łąki łęgowe dzielą się na następujące typy:
- zgrądowiałe – przesuszone;
- właściwe – zalewane przez wysokie wylewy, odpływ wody szybki, przez większą część roku woda nie występuje na powierzchni, żyzne, użytkowane jako łąki wyczyńcowe, roślinność łąkowa z klasy Molinio-Arrhenatheretea, roślinność szuwarowa rzadsza;
- rozlewiskowe – zalewane przez zwykłe wylewy, przez większą część roku woda nie występuje na powierzchni, jednak odpływa wolniej i pozostaje dłużej i płycej pod powierzchnią niż w łęgu właściwym, średnio żyzne, uzyskane siano ma zastosowanie głównie jako ściółka, dominuje roślinność szuwarowa (szuwary wielkoturzycowe);
- zastoiskowe – woda podsiąkająca, stosunkowo długo stagnująca, mało żyzne, użytkowanie utrudnione ze względu na częściowe podtopienie i bagnistość, uzyskane siano ma zastosowanie głównie jako ściółka, dominuje roślinność szuwarowa (szuwary wielkoturzycowe), najbardziej podatne na zabagnienie.